# Cenogenus brevipes
Cenogenus brevipes är en ringmaskart som först beskrevs av McIntosh 1903.  Cenogenus brevipes ingår i släktet Cenogenus och familjen Lumbrineridae. Inga underarter finns listade i Catalogue of Life.